# Berit Bae
Berit Bae (født 1944) er en norsk forsker og professor ved Høgskolen i Oslo. Hun er uddannet pædagog og har en doktorgrad i relationer mellem voksen og barn i børnehaven.
Mest kendt er hun for sin forskning i anerkendende relationskompetence og formidling af Anne Lise Løvlie Schibbyes teori om anerkendende relationer.

## Eksterne links
- Artikel om et besøg i Danmark Arkiveret 5. marts 2016 hos  Wayback Machine
- Leksikon.org, opslag om Anerkendelse